# Championnes de France de natation en bassin de 50 m du 3 × 100 m 3 nages

## Dames

### 3 × 100 mètres 3 nages dames
De 1948 à 1952 il s'agit d'un 100 m dos, 100 m brasse et 100 m nage libre.
| Championnats | Championnats                          | 3 × 100 mètres 3 nages dames | 3 × 100 mètres 3 nages dames | 3 × 100 mètres 3 nages dames | 3 × 100 mètres 3 nages dames | 3 × 100 mètres 3 nages dames |
| ------------ | ------------------------------------- | ---------------------------- | ---------------------------- | ---------------------------- | ---------------------------- | ---------------------------- |
| 1931         | Paris Les tourelles                   | Club des Nageurs de Paris    |                              |                              |                              | 4 min 29 s 2                 |
| 1932         | Marseille Chevalier Roze Sport (25 m) | Mouettes de Paris            |                              |                              |                              | 4 min 29 s 0                 |
| 1933         | Paris Les tourelles                   | Mouettes de Paris            |                              |                              |                              | 4 min 32 s 2                 |
| 1934         | Paris Les tourelles                   | Mouettes de Paris            |                              |                              |                              | 4 min 19 s 0                 |
| 1935         | Bordeaux                              | Mouettes de Paris            |                              |                              |                              | 4 min 19 s 4                 |
| 1948         | Paris Les tourelles                   | Racing Club de France        |                              |                              |                              | 4 min 07 s 1                 |
| 1949         | Paris Les tourelles                   | Stade français               |                              |                              |                              | 4 min 13 s 1                 |
| 1950         | Paris Les tourelles                   | Stade français               |                              |                              |                              | 4 min 06 s 1                 |
| 1951         | Bordeaux                              | Racing Club de France        |                              |                              |                              | 4 min 07 s 6                 |
| 1952         | Paris Les tourelles                   | Stade français               |                              |                              |                              | 4 min 13 s 4                 |